# Целуриды
Целуриды (лат. Coeluridae) — семейство тероподных динозавров из клады целурозавров (Coelurosauria). Большинство представителей были небольшими, легко сложенными хищными животными, жившими во времена позднеюрской эпохи.
Исторически семейство было мусорным таксоном, включавшим любые роды мелких теропод юрского или мелового периода, которые не принадлежали ни к одному из более специализированных семейств, создавая запутанный набор неродственных родов. Хотя их традиционно относят к этому семейству, нет никаких доказательств того, что какие-либо из этих примитивных целурозавров образуют монофилетическую группу с Coelurus, типовым родом семейства.

## Классификация
До начала использования филогенетического анализа Coeluridae и Coelurosauria были мусорными таксонами, использовавшимися для классификации мелких теропод, которые не принадлежали к другим группам; таким образом, в них скопилось много сомнительных и неродственных родов. Еще в 1980-х годах в научно-популярных книгах говорилось о существовании более десятка «Coeluridae», включая такие неродственные формы, такие как ноазаврид Laevisuchus и овирапторозавр Microvenator, при этом они рассматривались как потомки целофизид. В некоторых источниках (и по крайней мере в одном источнике 2006 года) Coeluridae просуществовали в широком понимании до начала 1990-х годов, но с тех пор семейство рассматривали как действительную группу только в сильно сокращённом виде.
В 2003 году О. В. М. Раухут с помощью кладистического анализа обнаружил, что Coeluridae включает Coelurus (верхняя юра, Северная Америка), Compsognathus (верхняя юра, Европа), Sinosauropteryx (нижний мел, Азия) и неназванную на то момент форму, схожую с Compsognathus (нижний мел, Южная Америка; ныне описан как компсогнатид Mirischia). Раухут считал Coeluridae монофилетической группой базальных целурозавров, для которых характерны эволюционные изменения в некоторых аспектах строения позвонков по сравнению с более примитивными тероподами. Однако он и другие авторы впоследствии не подтвердили этот результат. В 2007 году Фил Сентер предположил, что Coelurus и Tanycolagreus были единственными представителями Coeluridae и на самом деле были тираннозавроидами.
Coeluridae получили официальное филогенетическое определение в 2015 году, когда Хендрикс, Хартман и Матеус определили их как все виды, более тесно связанные с Coelurus fragilis, чем с Proceratosaurus bradleyi, Tyrannosaurus rex, Allosaurus fragilis, Compsognathus longipes, Ornithomimus edmontonicus или Deinonychus antirrhopus. До сих пор неясно, включает ли эта группа какие-либо роды, кроме Coelurus, и, хотя Tanycolagreus часто включают в её состав, большинство исследований, рассматривающих семейство как действительное, слабо поддерживает эту интерпретацию.
В 2024 году Кау восстановил Coeluridae как базальное семейство Maniraptoromorpha, включающее в себя несколько традиционных представителей; помимо Coelurus, в него входят Shishugounykus (традиционно считавшийся базальным альваресзавридом), Phuwiangvenator и Vayuraptor (иногда считавшиеся ранними мегарапторами), Fukuivenator (иногда считавшийся базальным теризинозавром) и Migmanychion (первоначально описан как манираптор). Результаты этого филогенетического анализа представлены на кладограмме ниже:

|  | Vayuraptor                                                    |
|  |                                                               |
|  | Shishugounykus                                                |
|  |                                                               |
|  | Phuwiangvenator                                               |
|  |                                                               |
|  | Coelurus                                                      |
|  |                                                               |
|  | \| \| Migmanychion \| \| \| \| \| \| Fukuivenator \| \| \| \| |
|  |                                                               |
|  | Migmanychion                                                  |
|  |                                                               |
|  | Fukuivenator                                                  |
|  |                                                               |

|  | Migmanychion |
|  |              |
|  | Fukuivenator |
|  |              |

|  | Ornitholestes     |
|  |                   |
|  | Maniraptoriformes |
|  |                   |

|  | Vayuraptor                                                    |
|  |                                                               |
|  | Shishugounykus                                                |
|  |                                                               |
|  | Phuwiangvenator                                               |
|  |                                                               |
|  | Coelurus                                                      |
|  |                                                               |
|  | \| \| Migmanychion \| \| \| \| \| \| Fukuivenator \| \| \| \| |
|  |                                                               |
|  | Migmanychion                                                  |
|  |                                                               |
|  | Fukuivenator                                                  |
|  |                                                               |

|  | Migmanychion |
|  |              |
|  | Fukuivenator |
|  |              |

|  | Ornitholestes     |
|  |                   |
|  | Maniraptoriformes |
|  |                   |